# Operación Fishbowl
Operación Fishbowl fue una serie de  pruebas nucleares a gran altitud realizadas en 1962 por el gobierno de Estados Unidos como parte del programa de pruebas nucleares Operación Dominic. Los vehículos de vuelo para la prueba fueron diseñados y fabricados por Avco Corporation.

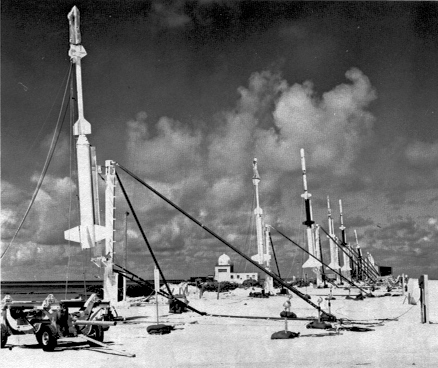
Matriz de cohetes de sondeo con instrumentos para realizar mediciones científicas de pruebas nucleares a gran altitud durante los preparativos del despegue en la isla Johnston.

## Introducción
Las pruebas nucleares de la "Operación Fishbowl" se planearon originalmente para completarse durante el primer semestre de 1962 con tres pruebas denominadas Bluegill, Starfish y Urraca.
El primer intento de prueba se retrasó hasta junio. La planificación de la Operación Fishbowl, así como de muchas otras pruebas nucleares en la región, comenzó rápidamente en respuesta al repentino anuncio de la Unión Soviética en el 30 de agosto de 1961 de  poner fin a una moratoria de tres años. sobre ensayos nucleares. La rápida planificación de operaciones muy complejas requirió muchos cambios a medida que avanzaba el proyecto.
Todas las pruebas iban a ser lanzadas con misiles desde la Isla Johnston en el Océano Pacífico al norte del ecuador. La isla Johnston ya se había establecido como un lugar de lanzamiento para las pruebas nucleares a gran altitud de los Estados Unidos, en lugar de las otras ubicaciones en el Pacific Proving Grounds. En 1958, Lewis Strauss, entonces presidente de la Comisión de Energía Atómica de Estados Unidos, se opuso a realizar pruebas a gran altitud en lugares que habían sido utilizados para pruebas nucleares anteriores en el Pacífico. Su oposición estaba motivada por el temor de que el destello de las detonaciones nocturnas a gran altura pudiera cegar a los civiles que vivían en islas cercanas. La isla Johnston era una ubicación remota, más distante de las áreas pobladas que otras posibles ubicaciones de prueba. Con el fin de proteger a los residentes de las Islas Hawaianas de la ceguera repentina o la lesión permanente de la retina l del destello nuclear brillante, los misiles nucleares de la Operación Fishbowl se lanzaron generalmente hacia el al suroeste de la isla Johnston para que las detonaciones estuvieran más lejos de Hawai.
Urraca iba a ser una prueba de rendimiento de alrededor de 1 megatón a gran altitud (por encima de 1000 km.).  La prueba propuesta  Urraca  siempre fue controvertida, especialmente después del daño causado a los satélites por la detonación  Starfish Prime , como se describe a continuación. Urraca fue finalmente cancelada, y se realizó una revaluación exhaustiva al plan de la Operación Fishbowl durante una pausa de operaciones de 82 días después del desastre de Bluegill Prime del 25 de julio de 1962, como se describe debajo.
Se agregó una prueba denominada 'Kingfish' durante las primeras etapas de la planificación de la Operación Fishbowl. También se agregaron durante el proyecto dos pruebas de bajo rendimiento, Checkmate y Tightrope, por lo que el número final de pruebas en la Operación Fishbowl fue de cinco.

## Investigaciones
Estados Unidos completó seis pruebas nucleares a gran altitud en 1958; pero las pruebas a gran altitud de ese año plantearon una serie de preguntas. Según el informe del gobierno de EE. UU. ADA955694 sobre la primera prueba exitosa de la serie Fishbowl, "Pruebas nucleares a gran altitud anteriores:  Teak, Orange , y Yucca, más los tres disparos de la ARGUS estaban mal instrumentados y se ejecutaron apresuradamente. A pesar de los estudios exhaustivos de los escasos datos, los modelos actuales de estas ráfagas son esquemáticos y provisionales. Estos modelos son demasiado inciertos para permitir la extrapolación a otras altitudes y rendimientos con alguna confianza. Por lo tanto, existe una gran necesidad, no solo de una mejor instrumentación, sino de más pruebas que cubran un rango de altitudes y rendimientos ".
Existian tres fenómenos en particular que requerían una mayor investigación:
1. El pulso electromagnético generado por una explosión nuclear a gran altitud parecía tener diferencias muy significativas con el pulso electromagnético generado por explosiones nucleares más cercanas a la superficie.
2. Las auroras asociadas con explosiones nucleares a gran altitud, especialmente las auroras que aparecieron casi instantáneamente lejos de la explosión en el hemisferio opuesto, no se entendieron claramente. La naturaleza de los posibles cinturones de radiación que se generaron inicialmente a lo largo de las líneas del campo magnético que conectan las áreas de las exhibiciones aurorales fue igualmente poco conocida.
3. Las áreas de apagón de comunicación por radio debían entenderse con mucho más detalle, ya que esa información sería crítica para las operaciones militares durante períodos de posibles explosiones nucleares.

Las pruebas Fishbowl fueron monitoreadas por un gran número de estaciones de superficie y de aeronaves en el área amplia alrededor de las detonaciones planeadas y también en la región del hemisferio sur en la región de Samoa Americana, que se conocía en estas pruebas como la región conjugada del sur. La isla Johnston se encuentra en el hemisferio norte, al igual que todos los lugares de detonación nuclear de la Operación Fishbowl. Se sabía por pruebas anteriores a gran altitud, así como por trabajos teóricos realizados a finales de la década de 1950, que las pruebas nucleares a gran altitud producen una serie de fenómenos geofísicos únicos en el extremo opuesto de la línea del campo magnético de la Tierra.

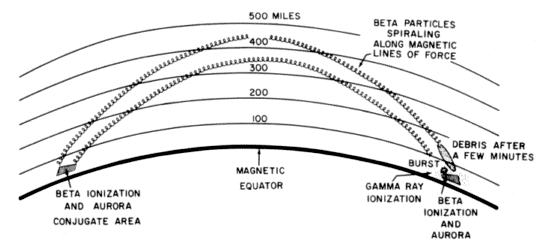
Explicación de las regiones conjugadas magnéticas.

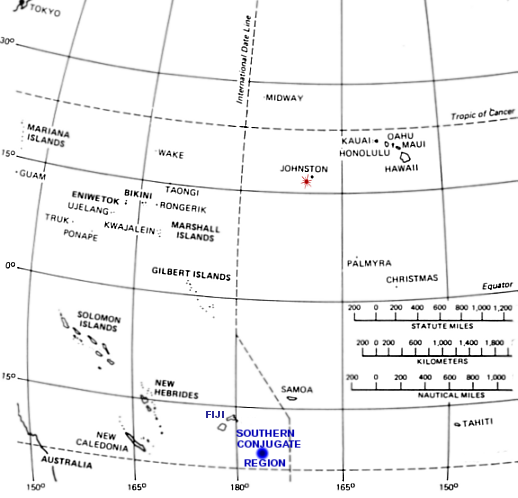
El estallido rojo al suroeste de la isla Johnston indica el punto de detonación típico para las pruebas de la Operación Fishbowl, y el punto redondo azul al sureste de Fiji indica la región conjugada magnética del sur donde se esperaban y se observaron realmente auroras adicionales. La región conjugada del sur no está directamente al sur del punto de detonación ya que las líneas del campo magnético de la Tierra no corren en una dirección geográficamente norte-sur. Además, el ecuador magnético de la Tierra en esta región está ligeramente al sur del ecuador geográfico. El punto de detonación y la región conjugada sur se tomaron de la Figura 3 del informe de planificación ADA469481, que originalmente era un mapa de planificación dibujado a mano para la prueba Bluegill. El mapa que se muestra aquí en realidad indica el punto de detonación y el punto conjugado sur de Starfish Prime. La primera prueba Bluegill falló, y la prueba Bluegill Triple Prime exitosa detonó en un punto más cercano a la isla Johnston.

Según el libro de referencia estándar sobre los efectos de las armas nucleares del Departamento de Defensa de los Estados Unidos, "Para las pruebas a gran altitud realizadas en 1958 y 1962 en las cercanías de la isla Johnston, las partículas cargadas entraron en la atmósfera en el norte hemisferio entre la isla Johnston y las principales islas hawaianas, mientras que la  'región conjugada'  estaba en las proximidades de las Samoa americana, Fiji y las islas Tonga. Es en estas áreas donde se observaron auroras, además de aquellas en las áreas de las explosiones nucleares."
Las partículas beta son partículas cargadas (generalmente con una carga eléctrica negativa que se liberan de las explosiones nucleares. Estas partículas viajan en espiral a lo largo de la  líneas de campo magnético en el campo magnético de la Tierra. Las explosiones nucleares también liberan desechos más pesados, iones, que también llevan una carga eléctrica y que también viajan en espiral a lo largo de las líneas del campo magnético de la Tierra.
Las líneas del campo magnético de la Tierra forman un arco muy por encima de la Tierra hasta que alcanzan el área conjugada magnética en el hemisferio opuesto.
Según la referencia de efectos de armas nucleares del  DOD, "Debido a que las partículas beta tienen velocidades altas, las auroras beta en el hemisferio remoto (sur) aparecieron en una fracción de segundo de aquellos en el hemisferio donde se produjo la explosión. Los iones de escombros, sin embargo, viajan más lentamente y, por lo tanto, la aurora de escombros en el hemisferio remoto, si se forma, aparece en un momento algo posterior. Las auroras beta son generalmente más intensas en un altitud de 30 a 60 millas, mientras que la intensidad de las auroras de escombros es mayor en el rango de 60 a 125 millas. Las auroras beta conjugadas remotas pueden ocurrir si la detonación es superior a 25 millas, mientras que las auroras de escombros aparecen solo si la altitud de detonación es excesiva de unas 200 millas."
Algunas de las partículas cargadas que viajan a lo largo de las líneas del campo magnético de la Tierra provocan auroras y otros fenómenos geofísicos en las áreas conjugadas. Otras partículas cargadas se reflejan a lo largo de las líneas del campo magnético, donde pueden persistir durante largos períodos de tiempo (hasta varios meses o más), formando cinturones de radiación artificial.
Según el documento de planificación de la Operación Fishbowl de noviembre de 1961, "Dado que se pueden obtener muchos datos valiosos de fotografías con resolución de tiempo y espectro, esto dicta que la prueba se realice durante la noche, cuando las condiciones fotográficas de las auroras son las mejores." Al igual que con todas las pruebas nucleares a gran altitud del Pacífico de EE. UU., todas las pruebas de la Operación Fishbowl se completaron por la noche. Esto contrasta con las pruebas nucleares a gran altitud de las Proyecto K, que se realizaron en la región terrestre poblada del centro de Kazajstán y, por lo tanto, tuvieron que realizarse durante el día para evitar Daño por quemaduras en los ojos a la población por el destello muy brillante de explosiones nucleares a gran altitud (como se discutió en la introducción de este artículo).

## Primeros intentos

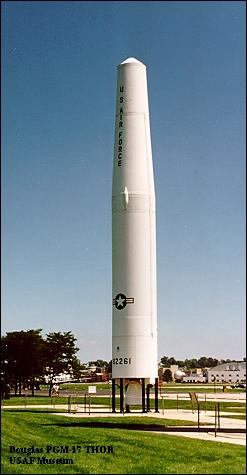
El misil PGM-17 Thor que se muestra aquí es muy similar al misil Thor utilizado para el lanzamiento de la ojiva nuclear en todos los intentos de las pruebas nucleares Bluegill, Starfish y Kingfish de Operación Fishbowl.

Según el plan inicial de la Operación Fishbowl, las pruebas nucleares serían Bluegill, Starfish y Urraca, en ese orden. Si una prueba fallara, el siguiente intento de la misma prueba sería del mismo nombre más la palabra "Prime". Si Bluegill falló, el siguiente intento sería Bluegill Prime, y si Bluegill Prime fallaba, el próximo intento sería Bluegill Double Prime, etc.

### Bluegill
La primera prueba planificada de la Operación Fishbowl fue el 2 de junio de 1962 cuando se lanzó una ojiva nuclear desde la isla Johnston en un misil Thor poco después de la medianoche. Aunque el misil Thor parecía estar en una trayectoria normal, el sistema de seguimiento por radar perdió el rastro del misil. Debido a la gran cantidad de barcos y aviones en el área, no había forma de predecir si el misil estaba en una trayectoria segura, por lo que los oficiales de seguridad de alcance ordenaron que el misil con su ojiva fuera destruido. No se produjo ninguna detonación nuclear y no se obtuvieron datos, pero la investigación posterior descubrió que el Thor en realidad estaba siguiendo la trayectoria de vuelo adecuada.

### Starfish
La segunda prueba planificada de la Operación Fishbowl fue el 19 de junio de 1962. El lanzamiento de un misil Thor con una ojiva nuclear ocurrió justo antes de la medianoche desde la isla Johnston. El misil "Thor" voló en una trayectoria normal durante 59 segundos; luego, el motor del cohete se detuvo repentinamente y el misil comenzó a romperse. El oficial de seguridad de alcance ordenó la destrucción del misil y la ojiva. El misil estaba entre 30.000 y 35.000 pies (entre 9,1 y 10,7 km) de altitud cuando fue destruido.
Algunas de las partes del misil cayeron en la isla Johnston y una gran cantidad de restos de misiles cayeron al océano en las cercanías de la isla. Los nadadores del Equipo de Eliminación de Artefactos Explosivos y Demolición Submarina de la Marina recuperaron aproximadamente 250 piezas del conjunto de misiles durante las dos semanas próximas. Algunos de los escombros estaban contaminados con plutonio. El personal no esencial había sido evacuado de la isla Johnston durante la prueba.

### Starfish Prime
El 9 de julio de 1962, a las 09:00:09 Tiempo universal coordinado, que era nueve segundos después de las 10 p.m. el 8 de julio, hora local de la isla Johnston, la prueba  Starfish Prime  se detonó con éxito a una altitud de 400 kilómetros (248,5 mi). Las coordenadas de la detonación fueron 16 grados, 28 minutos de latitud norte, 169 grados, 38 minutos de longitud oeste (30 km, o aproximadamente 18  mi, al suroeste de la isla Johnston).
El rendimiento real del arma estuvo muy cerca del rendimiento del diseño, que ha sido descrito por varias fuentes en diferentes valores en el rango muy estrecho de 1.4 a 1.45 Megatones (6.0 PJ).
El misil Thor que transportaba la ojiva Starfish Prime en realidad alcanzó un apogeo (altura máxima) de aproximadamente 1100 km (poco más de 680 millas), y la ojiva fue detonada en su trayectoria descendente cuando había caído a la altitud programada de 400 kilómetros (248,5 mi). La ojiva nuclear detonó 13 minutos y 41 segundos después del despegue del misil Thor.
Starfish Prime provocó un pulso electromagnético (EMP) que fue mucho más grande de lo esperado, mucho más grande que hizo que gran parte de la instrumentación se saliera de escala, lo que provocó una gran dificultad para obtener mediciones precisas. El pulso electromagnético Starfish Prime también hizo que el público conociera esos efectos al causar daños eléctricos en Hawái, aproximadamente a 1445 kilómetros (900 mi) del punto de detonación, destruyendo alrededor de 300 farolas, activando numerosas alarmas antirrobo y dañar el enlace de microondas de una compañía telefónica (el tiempo de detonación fue nueve segundos después de las 11 p.m.en Hawai).
Un total de 27 cohetes sonoros fueron lanzados desde la isla Johnston para obtener datos experimentales del disparo, y el primero de los cohetes de apoyo se lanzó 2 horas y 45 minutos antes del lanzamiento del misil Thor que portaba la ojiva nuclear. La mayoría de estos cohetes de instrumentación más pequeños se lanzaron justo después del lanzamiento del misil Thor principal que portaba la ojiva. Además, se lanzó una gran cantidad de instrumentos propulsados por cohetes desde un área de disparo en Barking Sands, Kauai, en las islas hawaianas.
Un gran número de barcos y aviones militares de los Estados Unidos operaban en apoyo de Starfish Prime en el área de la isla Johnston y en la cercana región del Pacífico Norte, incluido el barco de instrumentación principal USAS American Mariner que proporcionó mediciones realizadas por personal proporcionado por RCA Service Company y Barnes Engineering Company. También se colocaron algunos barcos y aviones militares en la región conjugada del sur para la prueba, que estaba cerca de las islas de Samoa. Además, un barco de observación no invitado de la Unión Soviética estaba estacionado cerca de la isla Johnston para la prueba y otro barco expedicionario científico soviético estaba ubicado en la región conjugada del sur.
Después de la detonación de Starfish Prime, se observaron auroras brillantes en el área de detonación, así como en la región conjugada del sur en el otro lado del ecuador de la detonación. Según uno de los primeros informes técnicos, "Los fenómenos visibles debido al estallido fueron generalizados y bastante intensos; un área muy grande del Pacífico fue iluminada por los fenómenos aurorales, desde el extremo sur del área conjugada magnética sur (Tongatapu ) a través del área de la explosión hasta el extremo norte del área conjugada norte (French Frigate Shoals). ... En el crepúsculo después de la explosión, se observó una dispersión resonante de luz de litio y otros desechos en Johnston y French Frigate Shoals durante muchos días confirmando la presencia de escombros en la atmósfera durante mucho tiempo. Un efecto secundario interesante fue que la Real Fuerza Aérea de Nueva Zelanda fue ayudada en maniobras antisubmarinas por la luz de la bomba ".
El cinturón de radiación del  Starfish Prime  persistió a gran altitud durante muchos meses y dañó los satélites de Estados Unidos Traac, Transit 4B , Injun I y  Telstar I, así como el satélite del Reino Unido   Ariel . También dañó el satélite soviético Cosmos V. Todos estos satélites fallaron por completo varios meses después de la detonación del Starfish. Existe también la evidencia de que el cinturon de radiación del Starfish Prime pudo haber dañado los satelites Explorer 14, Explorer 15 and Relay 1. Telstar I fue el que más duró de los satélites dañados claramente por la radiación del Starfish Prime, ocurriendo su falla total el 21 de febrero de 1963.
En 2010, la Agencia de Reducción de Amenazas de Defensa de Estados Unidos emitió un informe que había sido escrito en apoyo a la Comisión de Estados Unidos para Evaluar la Amenaza a Estados Unidos por Ataque de Pulso Electromagnético. El informe, titulado "Daños colaterales a los satélites por un ataque EMP", analiza en gran detalle el daño satelital causado por los cinturones de radiación artificial Starfish Prime, así como otros eventos nucleares históricos que causaron cinturones de radiación artificiales y sus efectos en muchos satélites que estaban entonces en órbita. En el mismo informe también se proyectan los efectos de una o más explosiones nucleares a gran altitud actuales sobre la formación de cinturones de radiación artificiales y los probables efectos resultantes en los satélites que estaban en órbita en el año 2010.

### Bluegill Prime

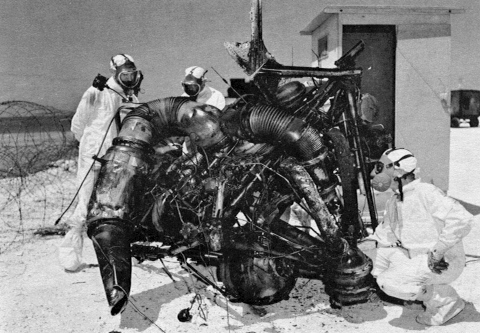
Inspección de las piezas del motor Thor después de la contaminación radiactiva tras el incendio Bluegill Prime en la isla Johnston.

El 25 de julio de 1962, se hizo un segundo intento para lanzar el dispositivo "Bluegill", pero terminó en desastre cuando el Thor sufrió una válvula atascada que impedía el flujo de LOX a la cámara de combustión. El motor perdió empuje y el RP-1 sin quemar se derramó en la cámara de empuje caliente, encendiendo y comenzando un fuego alrededor de la base del misil. Con el Thor envuelto en llamas, el oficial de seguridad de alcance envió el comando de destrucción, que dividió el cohete y rompió ambos tanques de combustible, destruyendo por completo el misil y dañando gravemente la plataforma de lanzamiento. Las cargas de ojivas también explotaron asimétricamente y rociaron el área con los materiales del núcleo moderadamente radiactivos.
Aunque había poco peligro de una explosión nuclear accidental, la destrucción de la ojiva nuclear en la plataforma de lanzamiento provocó la contaminación del área por materiales del núcleo emisores de alfa. La quema de combustible para cohetes, que fluía a través de las trincheras de cables, provocó una gran contaminación química de las trincheras y del equipo asociado con el cableado en las trincheras.
Se determinó que la contaminación radiactiva en la isla Johnston era un problema importante y era necesario descontaminar toda el área antes de que se pudiera reconstruir la plataforma de lanzamiento que se encontraba muy dañada.

## Pausa de la operación
Las operaciones de prueba de la Operación Fishbowl se detuvieron después del desastroso fracaso de Bluegill Prime, y la mayoría del personal que no participó directamente en la limpieza radiactiva y la reconstrucción de la plataforma de lanzamiento en la isla Johnston regresó a sus estaciones de origen para esperar la reanudación de pruebas.
Según el informe Operación Dominic I, "La pausa forzada permitió al  DOD volver a planificar el resto de la serie Fishbowl. El evento Urraca fue cancelado para evitar más daños a los satélites y se agregaron tres nuevos disparos." Se construyó una segunda plataforma de lanzamiento durante la pausa de las operaciones para que la Operación Fishbowl pudiera continuar en caso de otro incidente grave.

## Continuación de las operaciones
Después de una pausa de casi tres meses, la Operación Fishbowl estaba lista para continuar, comenzando con otro intento de la prueba Bluegill.

### Bluegill Double Prime
Ochenta y dos días después del fallo de Bluegill Prime, unos 30 minutos antes de la medianoche del 15 de octubre de 1962, hora local de la isla Johnston (16 de octubre  UTC), se realizó otro intento para llevar a cabo la prueba Bluegill. El misil Thor funcionó mal y comenzó a caer fuera de control unos 85 segundos después del lanzamiento, y el oficial de seguridad de alcance ordenó la destrucción del misil y su ojiva nuclear unos 95 segundos después del lanzamiento.

### Checkmate
El 19 de octubre de 1962, aproximadamente 90 minutos antes de la medianoche (hora local de la isla Johnston), un cohete XM-33 Strypi lanzó una ojiva nuclear de bajo rendimiento que detonó con éxito a una altitud de 147 kilómetros (91,3 mi). Se informó que el rendimiento y la altitud de explosión estaban muy cerca de los deseados, pero según la mayoría de los documentos oficiales, el rendimiento nuclear exacto permanece clasificado. Se informa en la literatura abierta como simplemente menos de 20 kilotones. Sin embargo, un informe del gobierno federal de los EE. UU. indicó que el rendimiento de la prueba Checkmate fue de 10 kilotones.
Se informó que, "Los observadores en la isla Johnston vieron una región circular verde y azul rodeada por un anillo rojo sangre que se formó en lo alto que se desvaneció en menos de 1 minuto. Se formaron serpentinas azul verdosas y numerosas estrías rosadas, estas últimas con una duración de 30 minutos. Los observadores en Samoa vieron un destello blanco, que se desvaneció a naranja y desapareció en aproximadamente 1 minuto".

### Bluegill Triple Prime
El cuarto intento de la prueba Bluegill se lanzó en un misil Thor el 25 de octubre de 1962 (hora de la isla Johnston). Resultó en una detonación exitosa de una ojiva nuclear submegatónica aproximadamente un minuto antes de la medianoche, hora local (Tiempo universal coordinado oficial fue 0959 del 26 de octubre de 1962). Se informó oficialmente que estaba en el rango de submegatones lo que sería que el pez luna explotó (lo que significa más de 200 kilotones pero menos de un megatón), y la mayoría de los observadores de los programas de pruebas nucleares de EE. UU. creen que el rendimiento nuclear fue de unos 400 kilotones. Un informe del gobierno federal de EE. UU. Informó que el rendimiento de la prueba fue de 200 kilotones más fuerte que la bomba de Hiroshima y Nagasaki y la Bomba de Zar.
Dado que todas las pruebas de la Operación Fishbowl estaban planeadas para ocurrir durante la noche, la posibilidad de quemaduras en los ojos, especialmente por daños permanentes en la retina, fue una consideración importante en todos los niveles de planificación. Se realizaron muchas investigaciones sobre el posible problema de las quemaduras en los ojos. Uno de los informes oficiales del proyecto indicó que, para las altitudes previstas para las pruebas Bluegill, Kingfish y Checkmate, "las duraciones del pulso térmico son del mismo orden de magnitud o más cortas que las naturales. período de parpadeo que, para una persona promedio, es de unos 150 milisegundos. Además, la atenuación atmosférica es normalmente mucho menor para una distancia determinada que en el caso de explosiones al nivel del mar o cerca del nivel del mar. En consecuencia, el peligro de daño ocular es más severo".
Se produjeron dos casos de daño en la retina con personal militar en la isla Johnston durante la prueba Bluegill Triple Prime. Ninguno de los dos tenía sus gafas protectoras en su lugar en el momento de la detonación. Un informe oficial declaró: "En el primer caso, la agudeza para la visión central era inicialmente de 20/400, pero volvió a 20/25 a los seis meses. La segunda víctima fue menos afortunada, ya que la visión central no mejoró más allá de 20/60. Los diámetros de las lesiones fueron de 0,35 y 0,50 mm respectivamente. Ambos individuos notaron alteraciones visuales inmediatas, pero ninguno quedó incapacitado".
Hubo preocupación de que pudieran ocurrir problemas de quemaduras en los ojos durante la prueba anterior de Starfish Prime, ya que la cuenta regresiva fue retransmitida por estaciones de radio en Hawái, y muchos civiles estarían observando la detonación termonuclear mientras se producía. pero no se informó de tales problemas en Hawai.

### Kingfish
La detonación Kingfish ocurrió a las 02:10 (hora de la isla Johnston) el 1 de noviembre de 1962 y fue la cuarta detonación exitosa de la serie Fishbowl. Se informó oficialmente solo como una explosión de submegatones (es decir, en el rango de más de 200 kilotones, pero menos de un megatón), pero la mayoría de los observadores independientes creen que usó la misma ojiva de 400 kilotones que la prueba Bluegill Triple Prime, aunque un informe del gobierno federal de EE. UU. informó que el rendimiento de la prueba fue de 200 kilotones.
Al igual que con las otras pruebas de Fishbowl, se lanzaron varios cohetes pequeños con diversos instrumentos científicos desde la isla Johnson para monitorear los efectos de la explosión a gran altitud. En el caso de la prueba Kingfish, se lanzaron 29 cohetes desde la isla Johnston además del cohete Thor que transportaba la ojiva nuclear.
Según el informe oficial, en el momento de la detonación de Kingfish, los observadores de la isla Johnston vieron un círculo luminoso amarillo-blanco con serpentinas de color púrpura intenso durante el primer minuto. Algunas de las serpentinas mostraban lo que parecía ser un rápido movimiento de torsión a veces. Una gran mancha de color verde pálido apareció un poco al sur de la explosión y creció, convirtiéndose en la característica visible dominante después de 5 minutos. Para H + 1, el verde se había vuelto gris opaco, pero la característica persistió durante 3 horas. En Oahu se observó un destello brillante y después de unos 10 segundos una gran bola blanca pareció elevarse lentamente del mar y fue visible durante unos 9 minutos.
Después de que la mayoría de las mediciones de pulso electromagnético en Starfish Prime fallaran porque el EMP era mucho más grande de lo esperado, se tuvo especial cuidado para obtener mediciones precisas de EMP en las pruebas Bluegill Triple Prime y Kingfish. El mecanismo EMP que se había planteado como hipótesis antes de la Operación Fishbowl había sido refutado de manera concluyente por la prueba Starfish Prime. También se obtuvieron cuidadosamente medidas de salida de rayos gamma en estas últimas pruebas para poder desarrollar y confirmar una nueva teoría del mecanismo de EMP a gran altitud. Esa nueva teoría sobre la generación nuclear de EMP fue desarrollada por el físico de Los Alamos, Conrad Longmire en 1963, y es la teoría nuclear de EMP a gran altitud la que todavía se utiliza en la actualidad.
A principios de 2011, las formas de onda EMP y las salidas de radiación gamma para Bluegill Triple Prime y Kingfish permanecen clasificadas. Sin embargo, un informe no clasificado confirma que estas mediciones se realizaron con éxito y que se desarrolló una teoría posterior (que es la que se usa ahora) que describe el mecanismo por el cual se genera la EMP a gran altitud. Esa nueva teoría da resultados que son consistentes con los datos de Bluegill Triple Prime y Kingfish. (El informe que realmente utiliza los datos de Bluegill Triple Prime y Kingfish para confirmar la nueva teoría EMP es la Parte 2 aún clasificada del informe sin clasificar de Conrad Longmire).
Según un informe de Sandia National Laboratories, los EMP generados durante las pruebas de la Operación Fishbowl causaron "... problemas en el circuito de entrada en los receptores de radio durante las ráfagas de Starfish y Checkmat; la activación de la oleada pararrayos en un avión con una antena de alambre de arrastre durante Starfish, Checkmate y Bluegill; y el incidente del alumbrado público de Oahu. " (El" incidente del alumbrado público de Oahu "se refiere a las 300 farolas en Honolulu apagadas por la detonación de Starfish Prime.)

### Tightrope
La prueba final de la Operación Fishbowl se detonó a las 21:30 (9:30 pm hora local de la isla Johnston) el 3 de noviembre de 1962 (la hora y la fecha se registraron oficialmente como 07:30 UTC, 4 de noviembre de 1962 ). Fue lanzado en un misil Nike-Hercules y detonó a una altitud menor que las otras pruebas de Fishbowl. Aunque fue oficialmente una de las pruebas de la Operación Fishbowl, a veces no figura entre las pruebas nucleares a gran altitud debido a su menor altitud de detonación. El rendimiento nuclear se informó en la mayoría de los documentos oficiales solo como inferior a 20 kilotones. Un informe del gobierno federal de los EE. UU. indicó que el rendimiento de la prueba de la cuerda floja fue de 10 kilotones.
"En la isla Johnston, hubo un intenso destello blanco. Incluso con gafas de alta densidad, el estallido fue demasiado brillante para verlo, incluso durante unos segundos. También se sintió un pulso térmico distintivo en la piel desnuda. Un disco amarillo-naranja se formó, que se transformó en una rosquilla púrpura. Una nube púrpura brillante fue levemente visible durante unos minutos."
Se lanzaron siete cohetes con instrumentación científica desde la isla Johnston en apoyo de la prueba Tightrope, que fue la prueba atmosférica final realizada por los Estados Unidos.